# Anatol Usatîi
Anatol Usatîi (n. 21 iulie 1976) este un economist și politician moldovean, ex-ministru al economiei și infrastructurii în Guvernul Ion Chicu.